# Sugo di funghi
Il tocco di funghi (in ligure tocco de funzi) è un condimento a base di funghi porcini, aglio, olio, pomodoro tritato, prezzemolo, sale e pepe. Assieme al tocco di carne, alla salsa di noci e al pesto alla genovese, il tocco di funghi è uno dei condimenti principali della cucina ligure ed è usato prevalentemente a Genova, in provincia e nell'intero Genovesato. Si accompagna come condimento a diversi tipi di pastasciutta, in particolare ai ravioli e alle lasagne, e vi viene aggiunto del formaggio grana grattugiato.

## Preparazione e ingredienti
Per prepararlo, occorre pulire i funghi da eventuali residui di terra o altro e lavarli, quindi si devono fare indorare con l'olio in una padella alcuni spicchi di aglio. Dopo averli tolti dall'olio che si è insaporito, si aggiungono i funghi tagliati fini e il prezzemolo tritato. Dopo aver fatto insaporire i funghi, si devono aggiungere i pomodori in polpa, il sale e il pepe. Dopo aver aggiunto qualche cucchiaio di acqua calda, si fa cuocere, per circa venti minuti, a fuoco lento in un tegame con coperchio.
Esiste anche la possibilità di utilizzare funghi porcini secchi: in questo caso vanno tenuti a bagno in un po' d'acqua tiepida per circa quindici minuti. Si procede nella cottura come per la versione con i funghi freschi a cui si aggiungono anche un bicchiere di vino bianco secco e un cucchiaio di cipolla tritata.